# 羧酸衍生物
有机化学中，羧酸衍生物是酰氯、酰胺、酯和酸酐的统称。这些化合物分别是羧基中的羟基被卤素原子、氨基（-NH2）或取代氨基（-NHR、-NR2）、烷氧基（-OR）、酰氧基（-OCOR）取代后形成的。在某些情况下，腈由于可以水解为羧酸，也被当作羧酸衍生物讨论。
羧酸衍生物都可以进行一些类似的反应：
- 亲核取代反应。如水解、氨解、醇解等。
- 还原反应。
- 与有机金属化合物反应，如格氏试剂、有机锂试剂等。